# Athetis atrispherica
Athetis atrispherica là một loài bướm đêm trong họ Noctuidae.